# Besqaynar
Besqaynar (em cazaque:  Бесқайнар, Besqaınar) é uma vila na Almaty (região), sudeste do Cazaquistão. A vila está localizada entre Almaty e Talgar, 25 km de Almaty e vários quilômetros a leste de Talgar.

## Nome
A população da vila é de cerca de 3000 pessoas. Possui várias atrações turísticas, como Alma-Tau e Tabogan .
A vila está localizada a 1500 metros acima do nível do mar.
A estância de esqui «Qaimar» está prometida para ser aberta até o final deste ano.